# Abdul Hamid II.
Abdul Hamid II., osmanski sultan, * 21. september 1842, Istanbul, † 10. februar 1918, Istanbul. 
Vladal je v letih 1876−1909. Prvo leto vladanja (1876) je objavil prvo osmansko ustavo, jo 1878 preklical in zavladal absolutistično. V vojnah je izgubil velik del Balkana (berlinski kongres 1878), Ciper, Tunizija (1881) in Egipt (1882). Leta 1897 se vojskoval z Grčijo zaradi Krete. Finančna kriza, notranji upori podrejenih narodov, tuji kapital in vmešavanje velesil so povzročile revolucijo mladoturkov (1908), zato je moral ponovno uvesti ustavo. Leto kasneje, 27. aprila 1909 je bil odstavljen. Nasledil ga je brat Mehmed V.